# Nathanael Greene
Nathanael Greene (7 août 1742 – 19 juin 1786) est un major-général de l'Armée continentale lors de la guerre d'indépendance des États-Unis. Lorsque la guerre débute, il est un simple soldat de la milice de la colonie de Rhode Island, à l'issue de la guerre, il a la réputation d'être, comme George Washington, l'un des officiers américains les plus fiables et les plus doués.

## Famille
Il est l'époux de Catherine Littlefield Greene, inventeur non reconnue du cotton gin.

## Hommage
- Le comté de Greene (Pennsylvanie) porte son nom.
- La ville de Greensboro, chef-lieu du comté de Hale en Alabama, est nommée en son honneur[1].